# Euphorbia caput-aureum
Euphorbia caput-aureum är en törelväxtart som beskrevs av Denis. Euphorbia caput-aureum ingår i släktet törlar, och familjen törelväxter. IUCN kategoriserar arten globalt som otillräckligt studerad. Inga underarter finns listade i Catalogue of Life.